# Medicago difalcata
Medicago difalcata är en ärtväxtart som beskrevs av Eugeniya Nikolayevna Sinskaya. Medicago difalcata ingår i släktet luserner, och familjen ärtväxter. Inga underarter finns listade i Catalogue of Life.